# Julia Duailibi
Julia Duailibi de Mello Santos (São Paulo, 1 de março de 1978) é uma jornalista, documentarista e comentarista brasileira. É especializada na cobertura de política e economia.

## Carreira
De origem libanesa, Julia Duailibi nasceu em 1º de março de 1978 em São Paulo. É formada em jornalismo pela Faculdade Cásper Líbero e em administração pública pela Fundação Getúlio Vargas. Iniciou sua carreira como estagiária no Jornal da Band no ano de 1998. Dois anos depois, migrou para a Folha de S.Paulo até 2005, quando foi trabalhar na revista Veja. Em 2008, foi para o jornal O Estado de S.Paulo, no qual começou um blog em 2012. A partir de 2014, começou a escrever para a revista Piauí. Retornou para a Rede Bandeirantes, onde atuou até junho de 2018. Migrou para a GloboNews em julho do mesmo ano, onde atualmente atua como comentarista de política e economia, apresentando o GloboNews Mais ao lado de Thiago Eltz. Em fevereiro de 2023, estreou como comentarista de política do Jornal da Globo.

## Filmografia
| Ano           | Nome               | Função        | Emissora  |
| ------------- | ------------------ | ------------- | --------- |
| 2017-2018     | Café com Jornal    | Apresentadora | Band      |
| 2018-2022     | GloboNews em Ponto | Apresentadora | GloboNews |
| 2022-presente | GloboNews Mais     | Apresentadora | GloboNews |
| 2023-presente | Jornal da Globo    | Comentarista  | TV Globo  |

## Documentários
- Visita, presidente (2022) co-diretora com Maira Donnici;
- 8/1 - A Democracia Resiste (2024) co-diretora com Rafael Norton.

## Prêmio
- Troféu Mulher Imprensa[8]